# Estoloderces luederwaldti
Estoloderces luederwaldti là một loài bọ cánh cứng trong họ Cerambycidae.